# جوالة
الجوالة أو روفر الكشافة هي خدمة برنامج المقترنه مع الكشافة للشباب وفي كثير من البلدان، المرأة دخلت في عشرينات القرن الماضي في وقت مبكر في هذا البرنامج. يطلق على مجموعة من الجوالة على «روفر الطاقم».
وقد نشأت برنامج الجوالة من قبل جمعية الكشافة في المملكة المتحدة في عام 1918 لتقديم برنامج للشباب الذين نشأوا خارج الفئة العمرية من الكشافة. اعتمد بسرعة من قبل العديد من المنظمات الكشفية الوطنية الأخرى.
العديد من المنظمات الكشافة، بما في ذلك جمعية الكشافة، لم يعد يتضمن برنامج الجوالة. واستبدال بعض مع البرامج الأخرى في حين أن آخرين، بما في ذلك المنظمات الكشفية التقليدية الحفاظ على البرنامج الأصلي.

## روابط خارجية
- الكشافة الدولية
- تاريخ الجوالة في المملكة المتحدة

أستراليا:
- جوالة أستراليا

كندا:
- جوالة كندا

إيرلندا:
- جوالة إيرلندا

هولندا
- جوالة هولندا

نيوزيلاندا
- جوالة نيوزيلاندا

الفلبين
- جوالة الفلبين

الولايات المتحدة:
- Brown، Michael. "تاريخ الجوالة في الكشافة الأمريكية". مؤرشف من الأصل في 2019-05-14.